# Encore (musikalbum)
Encore är ett musikalbum från 2004 av Eminem. De låtarna på albumet som nådde störst kommersiell framgång var "Just Lose It", "Ass Like That", "Mockingbird", "Like Toy Soldiers" och "Mosh".
Det var hans femte album och det sålde i 11 miljoner exemplar runt om världen.

## Låtlista
1. "Curtains Up" (Encore Version) (intro)
2. "Evil Deeds" (Producerad av Dr. Dre)
3. "Never Enough" (innehållandes 50 Cent och Nate Dogg) (Producerad av Dr. Dre och Mike Elizondo)
4. "Yellow Brick Road" (Producerad av Eminem)
5. "Like Toy Soldiers" (Producerad av Eminem)
6. "Mosh" (Producerad av Dr. Dre och Mark Batson)
7. "Puke" (Producerad av Eminem)
8. "My 1st Single" (Producerad av Eminem)
9. "Paul" (sketch) (Framförd av Paul Rosenberg)
10. "Rain Man" (Producerad av Dr. Dre)
11. "Big Weenie" (Producerad av Dr. Dre)
12. "Em Calls Paul" (sketch) (Producerad av Eminem)
13. "Just Lose It" (Producerad av Dr. Dre och Mike Elizondo)
14. "Ass Like That"* (Producerad av Dr. Dre och Mike Elizondo)
15. "Spend Some Time" (innehållandes 50 Cent, Obie Trice, och Stat Quo) (Producerad av Eminem)
16. "Mockingbird" (Producerad av Eminem)
17. "Crazy in Love" (Producerad av Eminem)
18. "One Shot 2 Shot" (innehållandes D12) (Producerad av Eminem)
19. "Final Thought" (sketch)
20. "Encore/Curtains Down" (innehållandes Dr. Dre och 50 Cent) (Producerad av Dr. Dre och Mark Batson) (outro)

* - I låtlistan på den redigerade versionen, har denna låten titeln "A** Like That".
Bonus-CD:
1. Bonuslåt "We As Americans" (Producerad av Eminem)

(Från "Straight from the Lab EP")
1. Bonuslåt "Love You More" (Producerad av Eminem)

(Från "Straight from the Lab EP")
1. Bonuslåt "Ricky Ticky Toc" (Producerad av Eminem)